# Behind These Hazel Eyes
«Behind These Hazel Eyes» — третий сингл американской певицы Келли Кларксон с её второго студийного альбома Breakaway.

## Информация о песне
Авторами песни являются Келли Кларксон, Макс Мартин и Dr. Luke. Текст и видеоклип песни отражают события из жизни Кларксон — её бывший возлюбленный Дэвид Ходжес бросил её, чтобы жениться на другой. В видеоклипе к песне Кларксон появляется в свадебном платье и готовится к церемонии, среди фотографий в её комнате она видит фото её жениха с другой женщиной. Шторм ворвашийся в окно, портит её платье и причёску; далее певица появляется на пороге церкви в чёрном платье, где на её месте уже находится другая невеста. Ближе к концу клипа Кларксон вновь в свадебном платье у алтаря, но среди гостей она видит ту же женщину, которая обменивается взглядами с женихом. Певица бросает кольцо и кидает свадебный букет сопернице.

## Список композиций
Промо CD — макси сингл
| №  | Название                  | -                                       | Длительность |
| -- | ------------------------- | --------------------------------------- | ------------ |
| 1. | «Behind These Hazel Eyes» |                                         | 3:18         |
| 2. | «Behind These Hazel Eyes» | Joe Bermudez & Josh Harris mixshow edit | 3:26         |
| 3. | «Behind These Hazel Eyes» | live @ Sony Connect                     | 3:39         |

CD макси сингл
| №  | Название                  | -        | Длительность |
| -- | ------------------------- | -------- | ------------ |
| 1. | «Behind These Hazel Eyes» |          | 3:18         |
| 2. | «Beautiful Disaster»      | live     | 4:35         |
| 3. | «Hear Me»                 | AOL live | 3:54         |
| 4. | «Behind These Hazel Eyes» | видео    | 3:16         |

CD сингл
| №  | Название                  | -                   | Длительность |
| -- | ------------------------- | ------------------- | ------------ |
| 1. | «Behind These Hazel Eyes» |                     | 3:18         |
| 2. | «Behind These Hazel Eyes» | live @ Sony Connect | 3:40         |

## Ремиксы
1. Bermudez & Harris Lasik Surgery Mixshow 5:20
2. Bermudez & Harris Lasik Surgery Mixshow Edit 3:26
3. Bermudez & Harris Lasik Surgery Mixshow Instrumental 5:20
4. Bermudez & Harris Lasik Surgery Top 40 Radio Mix 3:10
5. Bermudez & Harris Lasik Surgery A Cappella 2:58
6. Bermudez & Harris Lasik Surgery Ulti-Remix 5:20
7. Al B. Rich Remix (aka Mynt Remix) 3:08

## Позиции в чартах
| Чарт (2005)                     | Лучший результат |
| ------------------------------- | ---------------- |
| Australian Singles Chart        | 6                |
| Canadian Singles Chart          | 4                |
| Czech Airplay Chart             | 35               |
| Dutch Singles Chart             | 7                |
| Indonesian Singles Chart        | 1                |
| Irish Singles Chart             | 4                |
| New Zealand RIANZ Singles Chart | 7                |
| South African Singles Chart     | 2                |
| Spanish Singles Chart           | 23               |
| Swedish Singles Chart           | 21               |
| UK Singles Chart                | 9                |
| Billboard Hot 100               | 6                |
| Billboard Pop 100               | 3                |
| Billboard Adult Contemporary    | 13               |

Статус
| Страна | Статус     | Продажи   |
| ------ | ---------- | --------- |
| США    | Платиновый | 1.310.000 |